# Walter F. Parkes
Walter Steven Fishman (Bakersfield, 15 de abril de 1951), mais conhecido como Walter F. Parkes, é um roteirista e produtor de cinema e televisão norte-americano, cujos trabalhos incluem WarGames, Twister, a franquia Men in Black, Amistad, Gladiator, Minority Report, Catch Me If You Can e The Terminal. Parkes também foi o presidente da DreamWorks SKG de 1994 até 2005.

## Biografia
Parkes nasceu no dia 15 de abril de 1951 em Bakersfield, Califórnia. Ele se formou na Universidade Yale em 1973, indo estudar comunicações na Universidade Stanford. Em Stanford, ele produziu seu primeiro filme, The California Reich, sobre o renascimento do Partido Nazista nos Estados Unidos. O filme foi indicado ao Oscar de Melhor Documentário e fez parte da seleção oficial do Festival de Cannes. Oito anos depois, em 1983, ele foi indicado ao Oscar de Melhor Roteiro Original junto com Lawrence Lasker por WarGames.
Parkes produziu alguns filmes e séries de televisão no final da década de 1980 e no início da de 1990, e em 1994 ele foi noemado presidente da Amblin Entertainment e, junto com sua mulher e parceira de negócios Laurie MacDonald, ajudou na criação da DreamWorks SKG, se tornando o primeiro presidente do estúdio no mesmo ano. Ele, junto com MacDonald, supervisionou a produção de todos os filmes da DreamWorks e da Amblin, incluindo Twister, Amistad, a franquia Men in Black, The Mask of Zorro, Deep Impact, Saving Private Ryan, A.I. Artificial Intelligence, Road to Perdition, Minority Report, Catch Me If You Can, The Terminal e Collateral. Seu período como presidente da DreamWorks também marcou a segunda vez na história que um estúdio produziu três filmes consecutivos vencedores do Oscar de Melhor Filme: American Beauty, Gladiator e A Beautiful Mind.
Parkes atualmente vive com sua esposa em Santa Mônica, Califórnia. O casal têm dois filhos: Jane e Graham Joseph.